# Gouvernement Sunila I
République de Finlande
Tanner Mantere 
Le gouvernement Sunila I est le 15ème gouvernement de la République de Finlande, qui a siégé 372 jours du 17 décembre 1927 au 22 décembre 1928.

## Composition
| Ministre                                                            | Période                                         | Parti | Parti         |
| ------------------------------------------------------------------- | ----------------------------------------------- | ----- | ------------- |
| Premier ministre Juho Sunila                                        | 17.12.1927 - 22.12.1928                         |       | Maalaisliitto |
| Ministre des Affaires étrangères Hjalmar Procopé                    | 17.12.1927 - 22.12.1928                         |       | amm.          |
| Ministre de la Justice Torsten Malinen                              | 17.12.1927 - 22.12.1928                         |       | amm.          |
| Ministre de l'Intérieur Matti Aura                                  | 17.12.1927 - 22.12.1928                         |       | amm.          |
| Ministre de la Défense Jalo Lahdensuo                               | 17.12.1927 - 22.12.1928                         |       | Maalaisliitto |
| Ministre des Finances Juho Niukkanen                                | 17.12.1927 - 22.12.1928                         |       | Maalaisliitto |
| Ministre de l'Éducation Antti Kukkonen                              | 17.12.1927 - 22.12.1928                         |       | Maalaisliitto |
| Ministre de l'Agriculture Sigurd Mattsson                           | 17.12.1927 - 22.12.1928                         |       | Maalaisliitto |
| Ministre des transports et des travaux publics Eemil Hynninen       | 17.12.1927 - 22.12.1928                         |       | Maalaisliitto |
| Ministre du Commerce et de l'Industrie Pekka Heikkinen              | 17.12.1927 - 22.12.1928                         |       | Maalaisliitto |
| Ministre des Affaires sociales Kalle Lohi                           | 17.12.1927 - 22.12.1928                         |       | Maalaisliitto |
| Vice-ministre des Affaires sociales Vihtori Vesterinen Kalle Jutila | 17.12.1927 - 16.10.1928 16.10.1928 - 22.12.1928 |       | Maalaisliitto |
| Sans portefeuille Kalle Jutila                                      | 17.12.1927 - 16.10.1928                         |       | Maalaisliitto |